# Жили-були в першому класі...
«Жили-були у першому класі…» — радянський художній фільм 1977 року, знятий режисером Маргаритою Касимовою на кіностудії «Таджикфільм».

## Сюжет
За повістю Галини Галахової «Тростянина, що співає».

## У ролях
- Сіно Ахмедов — Сайфі
- Улугбек Садиков — Рустам
- Женя Бабаєв — Піня Глазов
- Дарина Чулібаєва — Халіма
- Аїда Дахте — Нігіна
- Н. Мірханова — Майрам Рахімівна
- Ігор Ясулович — Глазов-старший
- Махмуд Тахірі — директор школи
- Ато Мухамеджанов — Хасан, батько Сайфі
- Дільбар Касимова — мати Рустама
- Гульсара Абдуллаєва — мати Сайфі
- Марат Аріпов — роль другого плану
- Сайф Рахімов — роль другого плану
- Інара Гулієва — вчителька музики
- Юрій Медведєв — лікар
- О. Селезньова — Неллі Глазова, мама Піні
- Соджида Гулямова — двірник

## Знімальна група
- Режисер — Маргарита Касимова
- Сценаристи — Володимир Железніков, Олексій Леонтьєв
- Оператор — Заур Дахте
- Композитор — Олексій Муравльов
- Художник — Давид Іллябаєв